# 후안 프란시스코 가르시아
후안 프란시스코 가르시아 가르시아(스페인어: Juan Francisco García García, 1976년 7월 15일, 스페인 발렌시아 ~ )는 후안프란(스페인어: Juanfran)이라는 이름으로 알려져 있는 스페인의 옛 축구 선수이다.

## 수상
레반테
- 1995-96 세군다 디비시온 B 우승

 발렌시아 
- 1998년 UEFA 인터토토컵 우승
- 1998-99 코파 델 레이 우승

 셀타 비고
- 2000년 UEFA 인터토토컵 우승

 아약스
- 2005-06 KNVB 컵 우승

 AEK 아테네
- 2008-09 그리스 풋볼 컵 준우승